# Kokura Hibun
O Kokura Hibun (小倉碑文) é um monumento funerário erguido em tributo ao lendário samurai Miyamoto Musashi em 1654, nove anos após sua morte. O memorial foi construído por Miyamoto Iori, filho adotivo de Musashi, na cidade de Kokura.